# ليز وايت
ليز وايت (بالإنجليزية: Liz White)‏ هي ممثلة بريطانية، ولدت في 1 أغسطس 1979 في المملكة المتحدة.

## أعمال

### أفلام
- (2012) المرأة ذات الرداء الأسود

## وصلات خارجية
- ليز وايت على موقع IMDb (الإنجليزية)
- ليز وايت على موقع ألو سيني (الفرنسية)
- ليز وايت على موقع أول موفي (الإنجليزية)
- ليز وايت على موقع قاعدة بيانات الفيلم (الإنجليزية)
- ليز وايت على موقع كينوبويسك (الروسية)